# Notre-Dame van Parijs
De Notre-Dame van Parijs is een in vroeggotische stijl opgetrokken kathedraal op het Île de la Cité, in het centrum van Parijs, gewijd aan de heilige maagd Maria.

## Geschiedenis

### Bouwgeschiedenis
De bouwheer was Mauritius van Sully, bisschop van Parijs. Hij had de steun van koning Lodewijk VII van Frankrijk en van het kapittel. Bisschop De Sully liet eerst de Sint-Stefanuskathedraal, gelegen vlak voor de latere Notre-Dame, tot de grond afbreken. Deze kathedraal was ontstaan in de 4e eeuw en in haar grootse dimensies uitgebouwd in de 6e of 7e eeuw, naargelang de bronnen.
De bouw startte met de voorbereidende grondwerken rond 1161: om het gigantische gewicht van het toekomstige bouwwerk te kunnen dragen werd er tot 9 meter diep gegraven. Gezien de nabijheid van de Seine bleef men op relatief zachte en natte grond stoten en daarom werden er houten palen nog dieper in de grond gedreven (vergelijkbaar met de bouw van Venetië). De formele eerste steen van de Notre-Dame werd in het voorjaar van 1163 (volgens het Memoriale Historiarum van kroniekschrijver Jean de Saint-Victor tussen 24 maart en 25 april) door paus Alexander III geplaatst, in het bijzijn van koning Lodewijk VII van Frankrijk. Zoals gebruikelijk in die tijd, begon de bouw aan de oostzijde met het koor en de apsis, die al in 1177 waren voltooid. Op 19 mei 1182 werd het nieuwe hoogaltaar ingewijd door kardinaal Henri de Château-Marçay, de pauselijke gezant in Parijs, en Maurice de Sully. Men bouwde destijds doorgaans eerst het koor, zodat de kerk al gebruikt kon worden terwijl er elders nog gebouwd moest worden. De bouw van de vier oostelijke traveeën van het schip, de zijbeuken en de tribunes begint in 1182, na de wijding van het koor. Sommige bouwhistorici denken echter dat de werkzaamheden al in 1175 waren begonnen. De werkzaamheden worden stopgezet na de vierde travee, waardoor het schip gedurende korte tijd onvoltooid blijft. Vanaf 1190 wordt gestart met de bouw van de funderingen van de gevel en de twee westelijke traveeën van het schip.
Na de dood van bisschop Maurice de Sully in 1196 werd onder zijn opvolger Eudes de Sully doorgegaan met de bouw van het transept en het schip. In deze fase begon de innovatieve toepassing van luchtbogen, een architectonisch element dat de relatief dunne muren stabiliseerde en de bouw van grote vensters mogelijk maakte. Deze luchtbogen, met een lengte van 12 meter, zijn een van de vroegste voorbeelden van hun soort in Europa. De bouw van de gevel begon in 1208. Vanaf dat jaar werden ook de portalen gebouwd en gedecoreerd. De verdieping met het roosvenster dateert uit 1220–1225. De bouw van de westelijke traveeën van het schip werd in 1218 hervat om de gevel te ondersteunen.
Ondertussen was ook al gestart met de bouw van het dak: een gigantische eikenhouten constructie bedekt met lood en afgewerkt met bladgoud. Maar in 1218 breekt brand uit in de half afgewerkte kathedraal, en de voorlopige dakconstructie wordt verwoest, samen met een deel van het schip (de daken boven de zijbeuken). Sporen van deze eerste brand werden ontdekt tijdens de renovatiewerken uitgevoerd onder Eugène Viollet-le-Duc in de 19e eeuw.
Vanaf 1225 werd verder gebouwd aan het bovenste gedeelte van de gevel en de twee torens. Rond 1230 werden de hoge vensters vergroot (een aantal kleine roosvensters werd verwijderd) om meer licht in de kathedraal te brengen. Tegelijkertijd werd het dak boven de zijbeuken, dat door een brand verwoest was, vervangen door terrassen (platte daken), en nieuwe luchtbogen met kraagstenen en goten regelden de afvoer van regenwater van de bovenste delen van het gebouw. Om periodieke missen te vieren werden tussen de steunberen van de steunbogen diverse kapellen gebouwd, vanaf het westelijke uiteinde tot aan het transept (1235-1260). De zuidelijke toren werd voltooid in 1240 en tien jaar later, in 1250, werd ook de bouw van de noordelijke toren afgerond. Op dat moment, onder het bewind van koning Lodewijk IX van Frankrijk, was de kathedraal feitelijk voltooid en volledig operationeel. Latere bouwfasen betreffen toevoegingen, verfraaiingen, reparaties en soms ingrijpende wijzigingen. Tot 1345 werd nog verder gewerkt werd aan het interieur en de straalkapellen.

### Franse Revolutie
In 1793, tijdens de Franse Revolutie, werd de kathedraal omgedoopt tot Tempel van de Rede. In deze periode werden talloze kunstwerken gestolen of vernield. De 28 beelden van de koningen van Juda op de westgevel werden onthoofd omdat men dacht dat het beelden van Franse koningen waren. Na de ondertekening van het Concordaat van 15 juli 1801 werd de Notre-Dame opnieuw gebruikt voor de Heilige Mis. Drie jaar later was de Notre-Dame de plek waar de kroning van Napoleon Bonaparte plaatsvond. 
De kerk werd op 27 februari 1805 als eerste in Frankrijk door paus Pius VII verheven tot basilica minor. Ze was echter in slechte staat en sloop werd overwogen. Maar toen verscheen de roman De Klokkeluider van de Notre-Dame in 1831 en plotseling stond het bouwwerk in het centrum van de Parijse geschiedenis. De nieuwe koning Louis-Philippe besloot tot een grote restauratie, die 
vanaf 1845 gedurende 23 jaar werd uitgevoerd door Eugène Viollet-le-Duc, om de beschadigingen van de Franse Revolutie te herstellen. Viollet-le-Duc verving de deels vernielde koningsbeelden in het voorfront door zelfontworpen beelden. Hij plaatste in 1864 ook een nieuwe vieringtoren of flèche op het dak van de kathedraal. Sinds 1991 is er een nieuw restauratieproject.

### Brand in 2019
Op 15 april 2019 brak er in de avond tijdens restauratiewerkzaamheden een hevige brand uit, die zich vanuit het middenschip snel verspreidde. Het dak en de centrale torenspits (vieringtoren) stortten in. De rest van het gebouw, alsook een aantal belangrijke kunstschatten, konden nog worden gered.

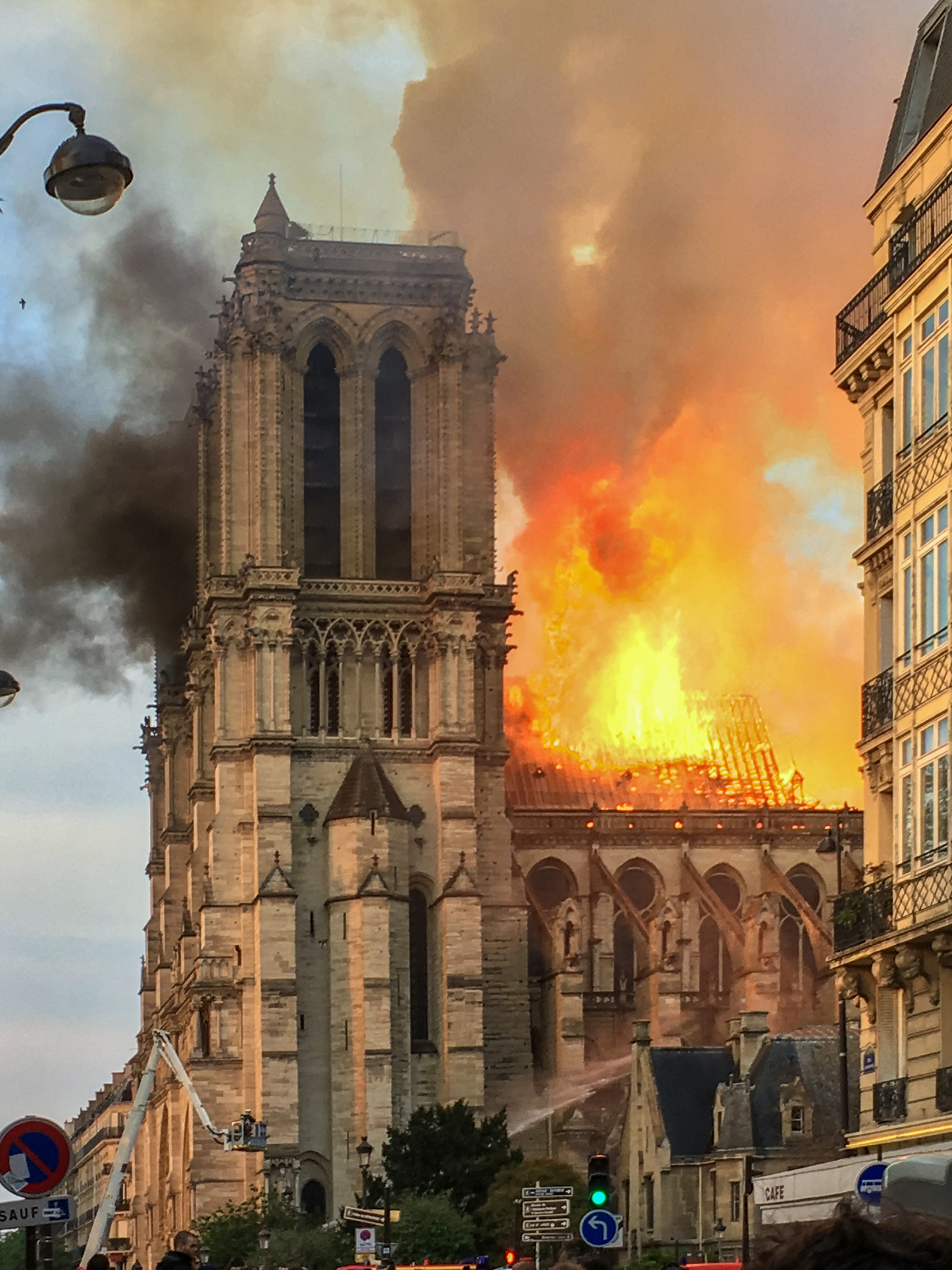
Brand in de Notre-Dame in 2019
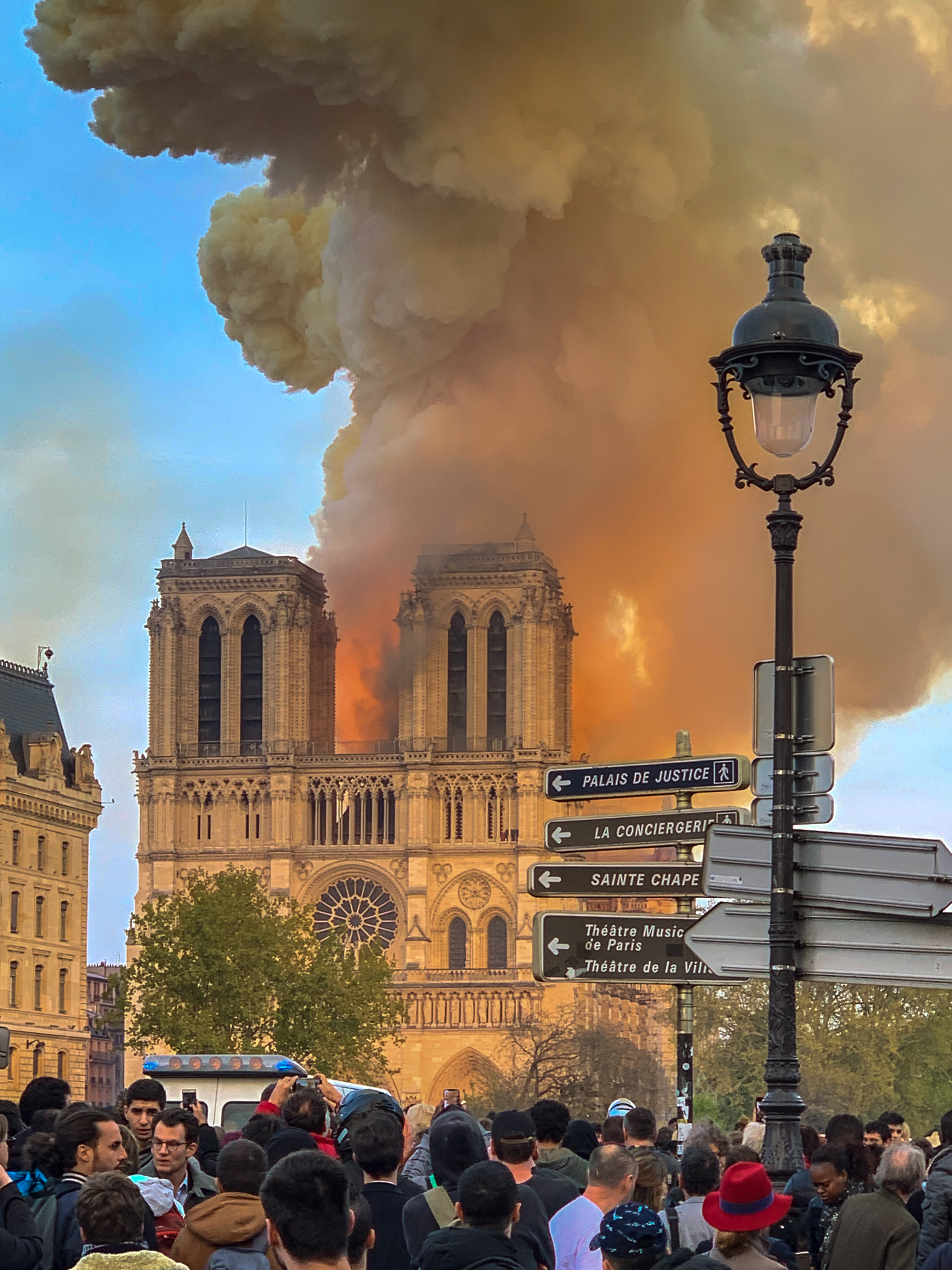
Westgevel tijdens de brand

De kathedraal werd na de volledige restauratie op 7 december 2024 heropend  door Laurent Ulrich, de aartsbisschop van Parijs, in aanwezigheid van 1.500 wereldleiders en hoogwaardigheidsbekleders.

## Gewelven en dak
De gewelven van middenschip en dwarsschip (transept) zijn zogenaamde ribgewelven in steen; stevige en dikkere ribben (d.w.z. bogen of halfbogen) die elkaar kruisen of raken met daartussen veel lichtere en dunnere segmenten. In het geval van de Notre Dame bestaat één travee uit zes segmenten. Elk travee wordt dus overdekt met een zesdelig ribgewelf. De gewelven van de zijbeuken zijn kruisribgewelven, de ribben kruisen elkaar vrijwel loodrecht waardoor vier nagenoeg evenredige segmenten ontstaan. Boven de zesdelige ribgewelven bevond zich tot de noodlottige brand van 2019 een met lood beklede eikenhouten dakconstructie en een (negentiende-eeuwse) vieringtoren. Het dak, de vieringtoren en bepaalde weggeslagen delen van de stenen gewelfconstructie zijn na de verwoestende brand van 2019 in vijf jaar tijd volledig en zeer gedetailleerd gereconstrueerd op basis van nauwkeurige 3D-scans die van het gebouw werden gemaakt in 2015. Van de originele dertiende-eeuwse dakconstructie en negentiende-eeuwse vieringtoren rest er tegenwoordig niets meer.

## Exterieur
De kathedraal is in vroeggotische stijl opgetrokken.

### Westgevel
De westgevel van de Notre-Dame, die uitkijkt op het Parvis Notre-Dame - place Jean-Paul II, is rijkelijk versierd met beeldhouwwerk. De drie portalen – van links naar rechts het Mariaportaal, het Portaal van het Laatste Oordeel en het Annaportaal – worden omzoomd door beelden van Bijbelse figuren en bisschoppen. Boven de portalen bevindt zich de zogeheten koningsgalerie met beelden van de koningen van Juda als verbintenis tussen de Franse monarchie en de Kerk. Een dergelijke decoratie was nog niet eerder aangebracht op een kathedraal. Het concept van de koningsgalerie werd overgenomen bij de kathedraal van Reims en de Notre-Dame van Amiens. De koningsfiguren die tegenwoordig zichtbaar zijn stammen echter allemaal uit de 19e eeuw.
Boven de westgevel torenen de twee niet-afgebouwde torens met een hoogte van 69 meter uit. Ze kunnen beklommen worden en bieden een uitzicht over de stad.

### Waterspuwers en chimères
De waterspuwers van de Notre-Dame stammen zowel uit de middeleeuwen als de negentiende eeuw. De als monsters vormgegeven spuwers zorgen ervoor dat het regenwater niet langs de gevel naar beneden stroomt.
Op de balustrade van de westgevel zitten de drôleries van de Galerie des chimères. Deze monsterlijke figuren werden door ambachtslieden aangebracht als vrolijke noot of dienden ter afschrikking van demonen. De originele figuren werden in de 18e eeuw verwijderd, omdat ze in de loop der eeuwen vervallen waren, waardoor er soms fragmenten naar beneden vielen. In de 19e eeuw bracht Viollet-le-Duc nieuwe figuren aan.

### Luchtbogen
De kerk was een van de eerste gebouwen ter wereld waar de luchtbogen gebruikt werden. Het originele ontwerp bevat deze bouwkundige onderdelen echter niet. Toch zijn zij rond het koor en het schip toegepast. Tijdens de gotiek werden dunne muren erg populair. Deze zijn dan ook toegepast in de Notre-Dame, maar bij de bouw kwam men erachter dat deze dunne muren zonder externe steun niet overeind kunnen blijven staan; er kwamen scheuren in de muren en ze begonnen naar buiten te leunen door hun eigen gewicht. Als reactie begonnen de architecten steunen te bouwen rond de buitenmuren. Bij latere kerken bleven deze steunen terugkomen.

## Interieur
De Notre-Dame is 130 meter lang en heeft vijf schepen. De kruisribgewelven van het middenschip bereiken een hoogte van 35 meter. Het middenschip is met een breedte van twaalf meter bijna dubbel zo breed als de zijbeuken. De kathedraal biedt plaats aan maximaal negenduizend personen.

### Orgels
Het hoofdorgel van de kerk, dat wordt gebruikt voor concerten, is gebouwd door Aristide Cavaillé-Coll. Het bestaat uit meer dan 7000 pijpen, verdeeld over 111 registers. Het heeft vijf klavieren van 56 toetsen en een pedaalklavier van 32 pedalen. Het orgel is in de jaren 90 van de 20e eeuw compleet gerenoveerd. Van de 750 kilometer bekabeling die er werd gebruikt voor de voorheen elektro-pneumatische registratietechniek, is niets meer over. Er loopt 500 meter aan LAN-bekabeling door het orgel om de pijpen uiteindelijk van lucht te kunnen voorzien, wat het orgel onderscheidt van andere "computergestuurde" orgels. Verder zijn in de 20e eeuw de horizontale pijpen (chamadewerk) toegevoegd. Dit gebeurde in de tijd van Pierre Cochereau (organist-titularis tot 1984). Dit zijn eigenlijk Spaanse trompetten die op veel Franse orgels terug te vinden zijn. Bij de brand van 2019 liep het orgel slechts lichte schade op; alleen was er rook- en roetschade.
Het tweede orgel is een koororgel, dat wordt gebruikt voor de kerkdiensten, en in 1865 oorspronkelijk werd vervaardigd door de orgelbouwer Robert Boisseau. Daarna werd het diverse keren aangepast, onder andere door de orgelbouwer Merklin. Het bezat 21 registers, twee manualen en een vrij pedaal. Bij de brand van 2019 ging dit orgel verloren. Bij de heropening van de Notre-Dame in 2024 werd ter tijdelijke vervanging een nieuw Allen GX-215A digitaal elektronisch orgel ingespeeld. Alle bedieningsknoppen en -schakelaars zijn voorzien van de gangbare Franse benamingen. Het zal blijven staan totdat een nieuw pijporgel is geplaatst.

### Overig
In 2012 werd een nieuwe klok genaamd Maria gegoten door Koninklijke Eijsbouts uit Asten.

## Bedevaartsoord
In de kathedraal worden drie relikwieën van Christus bewaard: de doornenkroon, een stuk uit het kruis en een van de nagels waarmee Christus gekruisigd zou zijn.

## Bijzondere gebeurtenissen

### Kroningen
- Normaal gesproken werden de Franse koningen gekroond in de Kathedraal van Reims, maar in 1431, tijdens de Honderdjarige Oorlog, liet de Engelse koning Hendrik VI zich in de Notre-Dame kronen.
- Napoleon Bonaparte kroonde zichzelf in 1804 tot keizer der Fransen in de Notre-Dame.

### Staatsbegrafenissen
Staatsbegrafenissen (Funérailles nationales) van Fransen die vanuit de Notre-Dame zijn begraven (selectie):
- 1894 · Marie François Sadi Carnot (president van Frankrijk 1887-1894)
- 1923 · Maurice Barrès (schrijver, politicus)
- 1929 · Maarschalk Ferdinand Foch (Frans militair, held uit de Eerste Wereldoorlog)
- 1931 · Maarschalk Joseph Joffre (Frans militair, held uit de Eerste Wereldoorlog)
- 1934 · Raymond Poincaré (president van Frankrijk 1913-1920)
- 1932 · Paul Doumer (president van Frankrijk 1931-1932)[10]
- 1947 · Maarschalk Philippe Leclerc de Hauteclocque (Frans militair, held uit de Tweede Wereldoorlog)
- 1950 · Albert Lebrun (president van Frankrijk 1932-1940)
- 1952 · Maarschalk Jean de Lattre de Tassigny (Frans militair, held uit de Tweede Wereldoorlog)
- 1955 · Paul Claudel (schrijver, dichter en diplomaat)
- 1967 · Maarschalk Alphonse Juin (Frans militair, held uit de Tweede Wereldoorlog)
- 1970 · Generaal Charles de Gaulle (Frans militair, president van Frankrijk 1959-1969)[11]
- 2007 · Abbé Pierre, geb. Henri Grouès (Frans geestelijke, verzetsstrijder, stichter Emmaüs-beweging)

## Afbeeldingen

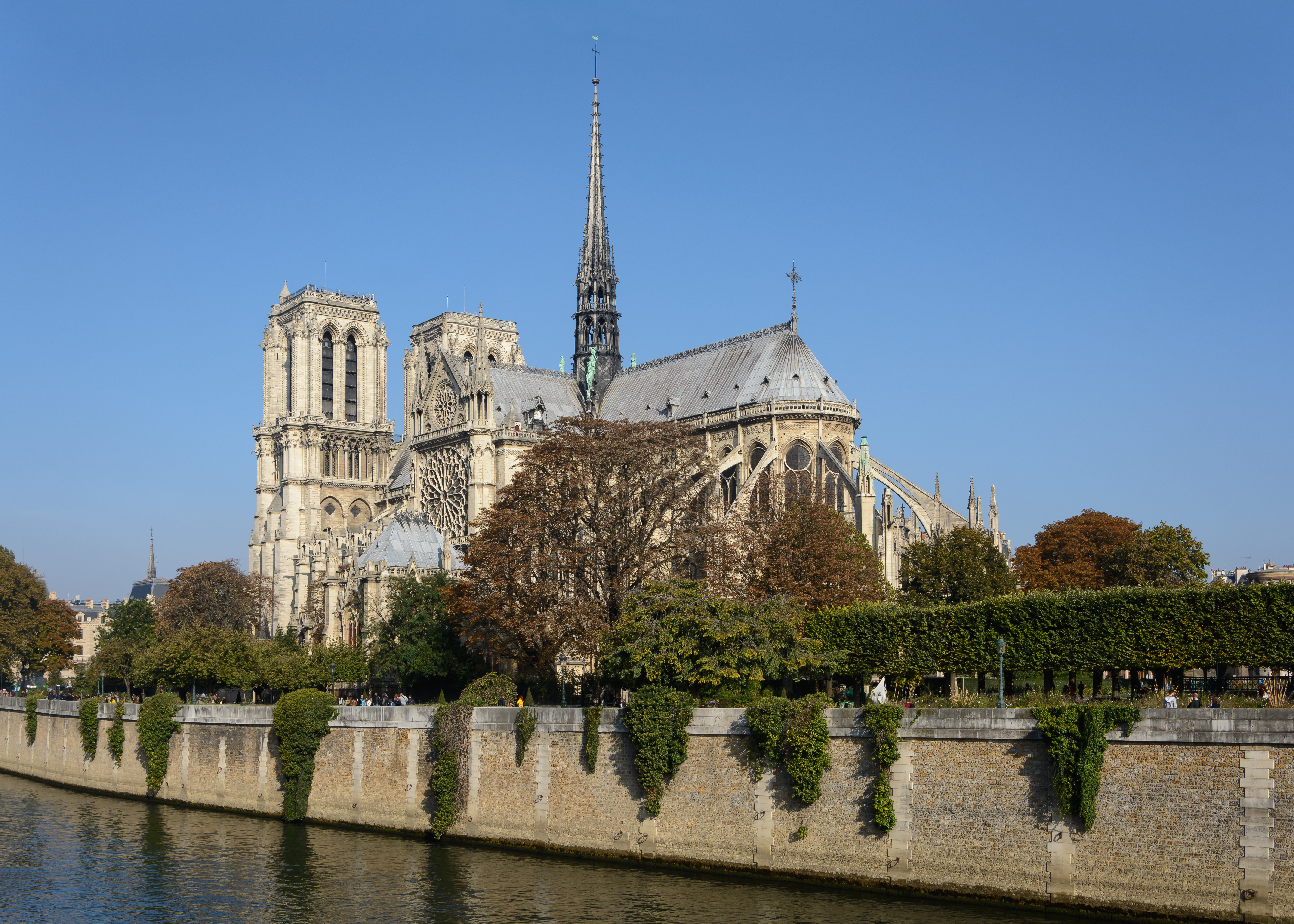
De Notre-Dame vanuit het zuidoosten in 2015
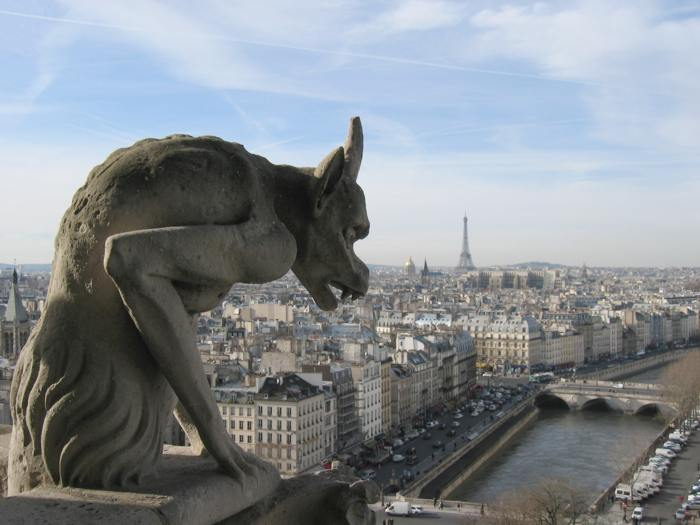
Drôlerie op de balustrade van de westgevel
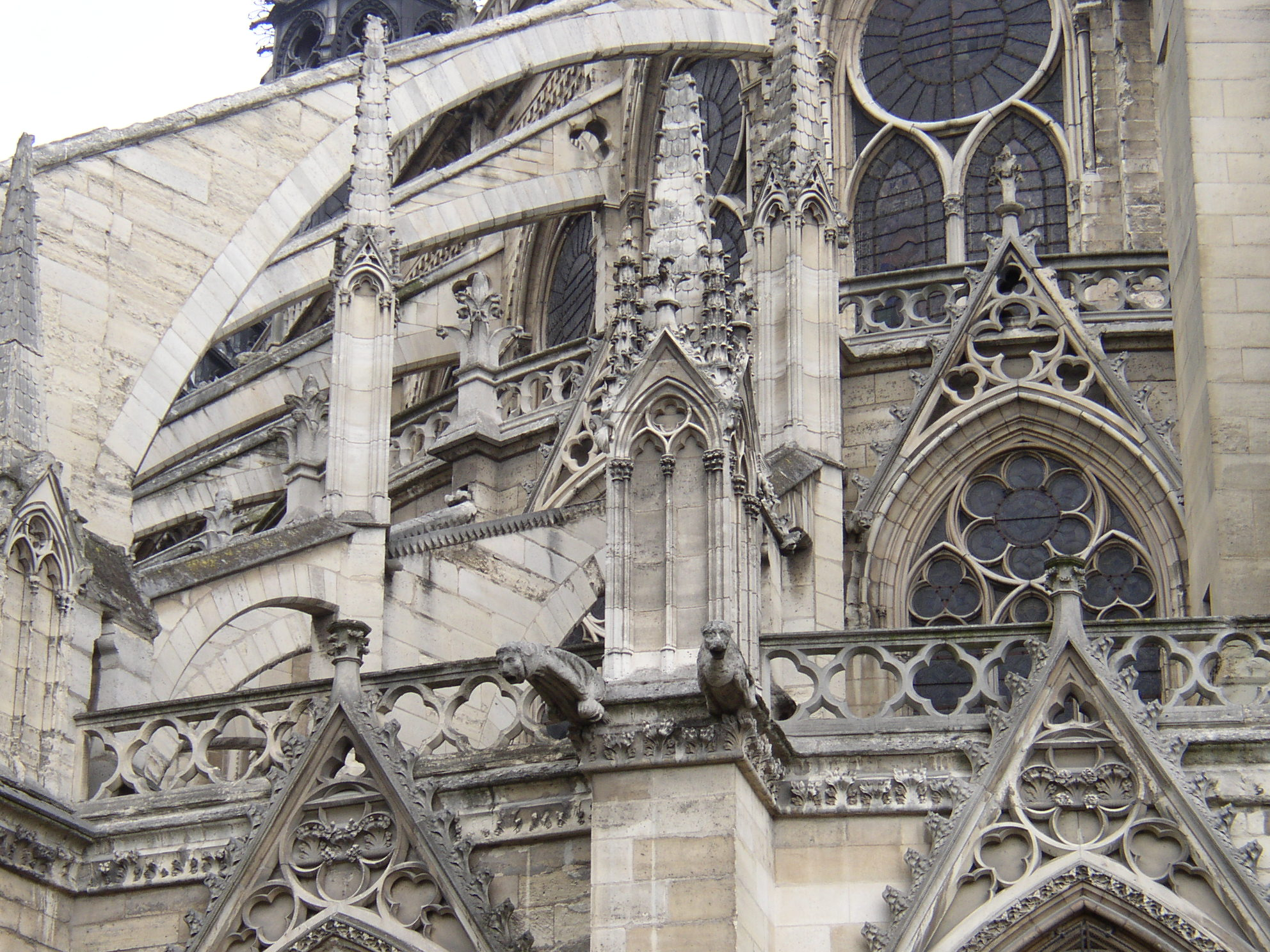
Luchtbogen rond het koor
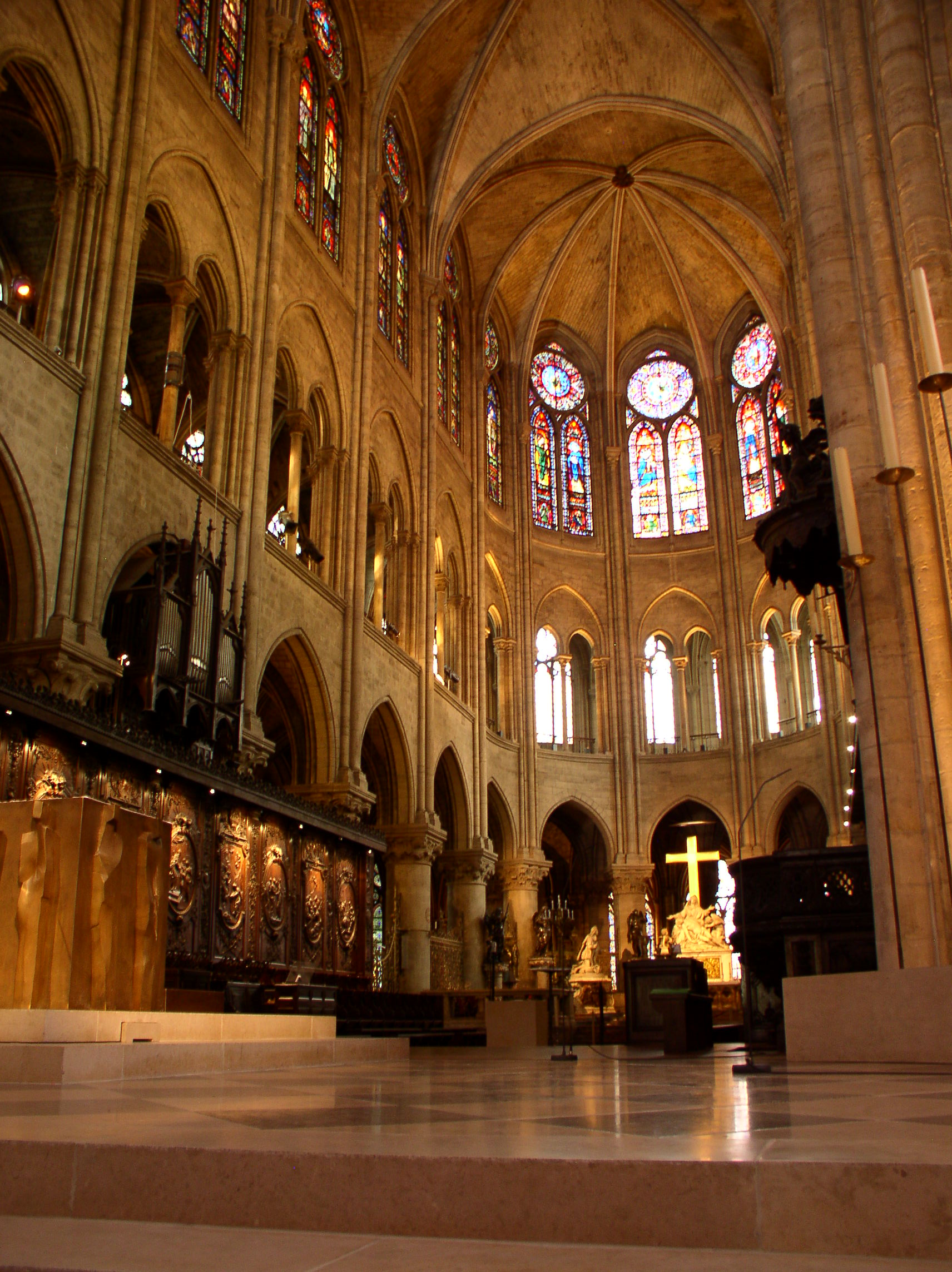
Koor